# Fiona Coors
Fiona Coors (geb. Schwartz; * 7. Juni 1972 in Hameln) ist eine deutsche Schauspielerin und Synchronsprecherin.

## Leben und Karriere
Fiona Coors ist die Tochter des Schauspielers Stephan Schwartz. Coors – die auch unter ihrem Geburtsnamen Schwartz auftrat – lernte von 1989 bis 1993 in einer privaten Schauspielausbildung und nahm Tanzunterricht, unter anderem an der Stage School Hamburg, der Lola Rogge Schule und dem Studio 33.
Coors spielte verschiedene kleinere Nebenrollen, bevor sie 1989 in der Familienserie Mit Leib und Seele einen ersten größeren Erfolg verbuchte. Es folgten Rollen im Fernsehfilm Schuld war nur der Bossa Nova (1992), den Fernsehreihen Das Traumschiff, Peter Strohm, Rosamunde-Pilcher-Verfilmungen, Donna Leon oder Ein Fall für zwei.
Von 2005 bis 2023 spielte Coors an der Seite von Rainer Hunold, Marcus Mittermeier, Simon Eckert und Max Hemmersdorfer die Hauptkommissarin und alleinerziehende Mutter Kerstin Klar in der Serie Der Staatsanwalt.
Als Synchronsprecherin lieh Coors unter anderen Christina Cole ihre Stimme.
Von 2003 bis 2005 absolvierte Coors eine Ausbildung zur Yogalehrerin.
Coors lebt in der Nähe von München.

## Filmografie
- 1989: Mit Leib und Seele (Fernsehserie, 2 Folgen)
- 1991: Die Bank ist nicht geschädigt
- 1991: Leo und Charlotte
- 1992: Der Fotograf oder Das Auge Gottes
- 1992: Schuld war nur der Bossa Nova
- 1992: Verflixte Leidenschaft
- 1993: Das Traumschiff – Hongkong (Fernsehreihe)
- 1993: Im Teufelskreis
- 1993: Derrick (Fernsehserie, Folge: Nach acht langen Jahren)
- 1993: Der Fahnder (Fernsehserie, Folge: Vaterliebe)
- 1994: Ärzte (Fernsehreihe, 1 Folge)
- 1995: Böses Erwachen
- 1995: Peter Strohm (Fernsehserie, Folge: Der Tod der kleinen Lady)
- 1995: Die Kommissarin (Fernsehserie, Folge: Böses Erwachen)
- 1995: Ein unvergeßliches Wochenende – In St. Moritz
- 1995: Gegen den Wind (Fernsehserie, 1 Folge)
- 1996: Rosamunde Pilcher – Schneesturm im Frühling
- 1997: Wie Pech und Schwefel (Fernsehserie, 1 Folge)
- 1997–2004: Alphateam – Die Lebensretter im OP (Fernsehserie, 2 Folgen, verschiedene Rollen)
- 1999: Ein großes Ding
- 1999: Herzschlag – Das Ärzteteam Nord (Fernsehserie, 1 Folge)
- 2000: Der Ermittler (Fernsehserie, Folge: Auge um Auge)
- 2000: Donna Leon – Venezianische Scharade (Fernsehreihe)
- 2001–2006: Ein Fall für zwei (Fernsehserie, 3 Folgen, verschiedene Rollen)
- 2001: Stahlnetz (Fernsehserie, Folge: Das gläserne Paradies)
- 2001: Verbotene Küsse
- 2002: Nesthocker – Familie zu verschenken (Fernsehserie, 1 Folge)
- 2003: Krista (Fernsehserie, 6 Folgen)
- 2003: Liebe Schwester
- 2004: Bella Block: Die Freiheit der Wölfe (Fernsehreihe)
- 2004–2014: SOKO Köln (Fernsehserie, 2 Folgen, verschiedene Rollen)
- 2005–2023: Der Staatsanwalt (Fernsehserie, 105 Folgen)
- 2005: Adelheid und ihre Mörder (Fernsehserie, Folge: Zerreißprobe)
- 2005–2011: In aller Freundschaft (Fernsehserie, 2 Folgen, verschiedene Rollen)
- 2006: Neues aus Büttenwarder (Fernsehserie, Folge: Staatsbesuch)
- 2006: Einsatz in Hamburg – Mord auf Rezept (Fernsehreihe)
- 2007: Das Herz ist ein dunkler Wald
- 2007: 4 gegen Z (Fernsehserie, 12 Folgen)
- 2007: Küstenwache (Fernsehserie, Folge: Schiff der Detektive)
- 2008: Wilsberg: Royal Flush (Fernsehreihe)
- 2009: Der Alte (Fernsehserie, Folge: Die dunkle Wahrheit)
- 2010: Der Landarzt (Fernsehserie, 1 Folge)
- 2010: Kreuzfahrt ins Glück – Hochzeitsreise nach Bermuda (Fernsehreihe)
- 2012: Katie Fforde – Diagnose Liebe
- 2013: Die Rosenheim-Cops (Fernsehserie, Folge: Tödliche Konkurrenz)
- 2013–2017: SOKO München (Fernsehserie, 2 Folgen, verschiedene Rollen)
- 2015: Blauwasserleben
- 2017: Katie Fforde – Herzenssache
- 2018: WaPo Bodensee (Fernsehserie, Folge: Blutsbrüder)
- 2022: In aller Freundschaft – Die jungen Ärzte (Fernsehserie, 2 Folgen, verschiedene Rollen)
- 2022: Inga Lindström: Fliehende Pferde in Sörmland